# Seung Gwak
Seung Gwak (coréen : 곽승, chinois : 郭升), né à Masan dans le sud de la Corée le 11 décembre 1941 , est un chef d'orchestre sud-coréen.

## Biographie
Il a été le chef d'orchestre principal de l'Orchestre philharmonique de Séoul de 2003 à 2005. Depuis 2008, il dirige l'Orchestre symphonique de Daegu.